# WMAC Masters
WMAC Masters foi uma série televisiva americana estilo "live-action" produzida por Norman Grossfeld que retratava lutas coreografadas de artes marciais. Foi criada e licenciada pela 4Kids Entertainment.
O programa, mesmo apresentando lutas de artes marciais por mestres graduados, acompanhava uma história fictícia contada por episódios temáticos, onde cada episódio ensinava uma importante lição de vida no final. As batalhas eram travadas em sets elaborados e produzidos, com um narrador onisciente que passava informações sobre os masters. O programa ainda contava com a presença de barras de energia mostradas no vídeo enquanto a luta era realizada, dando ainda mais a impressão de jogos eletrônicos de luta nos combates.
WMAC era a sigla do fictício Conselho Mundial das Artes Marciais (World Martial Arts Council no original), onde os maiores mestres competiam pelo prêmio máximo, o Dragon Star. O Dragon Star era um troféu de ouro que se assemelhava a um shuriken (estrela ninja) circundado por um dragão. Ele era a prova de que seu detentor era o melhor artista marcial do mundo.
A série teve duas temporadas, indo de 1995 a 1997. A primeira temporada teve como apresentadora Shannon Lee, a filha do falecido mestre Bruce Lee e irmã do ator e também falecido Brandon Lee, que também era co-diretora do programa. Na segunda temporada, Shannon Lee deixou esta posição e não mais apresentava o programa, causando uma mudança no rumo do storyline, que passou a focar mais uma história fantasiosa ao invés de tratar de problemas da vida real.
No Brasil, a série foi exibida pela Rede Manchete, em episódios dublados pela Gota Mágica. Sua repercussão no Brasil foi relativamente boa, levando a SmnToy a lançar as figuras de ação dos personagens no mercado brasileiro (ainda que em edição limitada e nem com todas as figuras disponíveis nos Estados Unidos).

## O Caminho para o Dragon Star

### Demonstrações de artes marciais
Muitos episódios apresentaram masters realizando demonstrações, com algumas sendo conhecidas como competições "Master Blaster". Algumas tinham o objetivo de apresentar um novo master (Como foram os casos de Hien Nguyen "Tsunami", Tracy Swedom "Tracer" e de Carmichael Simon "Kid Carmichael"). Jamie Webster, o "Great Wolf", realizou uma em que quebrou o recorde WMAC que antes era de Chris Casamassa, o "Red Dragon", no qual foi bem sucedido ao quebrar 2 blocos de gelo imensos (que juntos pesavam meia tonelada) empilhados um sobre o outro. Willie Johnson, o "The Bam", realizou uma outra com seu filho, o pequeno Bam, que foi seu rito de passagem. Herb Perez, o "Olympus", demonstrou o funcionamento de sua nova arma, o Arremessador de Discos. Richard Branden, o "Yin Yang Man", fez uma demonstração das armas do Wushu. E finalmente Michael Bernardo, o "Turbo", e Ho Young Pak, o "Star Warrior", realizaram um desafio de quebra de velocidade - isto como parte de uma longa disputa particular entre os dois (a qual, após algumas semanas, Star Warrior venceu).

### Lutas preliminares e Finais na"BattleDome"
Na maioria dos episódios, a esquematização das lutas era bem simples. Começando com 4 combatentes, 2 deles lutavam em 2 duas lutas separadas, sendo uma após a outra. Eles se enfrentavam em Zonas de Batalha contra Ninjas. Após uma refrega rápida contra a horda de mascarados, dependendo do estado de suas barras de energia, os lutadores partiam para o um-contra-um até um sair-se vitorioso. Em casos raros porém, se o duelo entre os dois masters estendia-se muito sem que ainda houvesse vencedor, os ninjas eram ordenados a retornarem ao ataque.
Houve nestas preliminares, 4 ocasiões em que a luta terminou abruptamente. O primeiro incidente ocorreu na zona de batalha Doom City, quando Jamie Webster (Great Wolf) venceu ao acidentalmente nocautear Johnny Lee Smith (Tiger Claw) com um chute duplo crescente dos dois lados da cabeça de Johnny. Este golpe havia sido ensinado por Smith à Webster sob a condição de que este último nunca o usaria contra ele. O segundo incidente teve seu palco na  zona de batalha Danger Dock, quando o novato Kid Carmichael fez Yin Ying Man mergulhar nas águas do cais ao atingi-lo com um poderoso chute - uma vez que Yin Yang Man ficou ensopado, Kid Carmichael imediatamente foi declarado vencedor da luta. Já na zona de batalha Stone Valley, Red Dragon foi desclassificado ao atingir inconscientemente Super Star com seu punho sem a luva protetora após te-la removido por conta de uma forte sensação de ardência e coceira (e isto devido ao "pó-de-mico" que foi posto dentro da luva por Great Wolf e Baby Doll, os quais tentavam vingarem-se de Warlock após este te-los pregado peças. Acabou terminando com os dois sabotando por engano a luva de Red Dragon minutos antes de sua luta, pensando ser esta a luva de Warlock). O incidente final foi outro que causou a desclassificação de Red Dragon, que desta vez tomara um banho gelado na zona de batalha Mayan Mystery, enquanto lá enfrentava Hakin Alston, o Machine, que o derrubou nas quedas d'água.
Houve também outra ocasião inusitada, onde a luta terminou com uma rendição, e isto aconteceu no segundo episódio de WMAC Masters. Os irmãos Pak, Ho Young e Ho Sung (Star Warrior e Superstar, respectivamente) foram escalados para se enfrentarem numa luta preliminar. A luta estava sendo dominada por Superstar que estava para derrotar seu irmão, quando este mudou seu estilo de luta para o "Punho Bêbado" (Drunken First). Com este estilo, Ho Young virou a luta com golpes que Ho Sung não podia prever e que o deixaram à beira da derrota. Neste momento, Superstar curvou-se ao seu irmão em reverência, significando que ele estava desistindo de lutar, e assim dando a vitória à Star Warrior. No "storyline", Star Warrior havia salvado a vida de seu irmão certa vez há muitos anos, usando o "Drunken Fist" para tanto. Quando Superstar viu Star Warrior usando o estilo que o salvou, ele foi incapaz de continuar lutando contra seu irmão.
Os dois masters que vencessem suas respectivas lutas preliminares enfrentavam-se então na cúpula, chamada de "Battledome" (nos primeiros episódios dublados transmitidos pela Rede Manchete, por algumas vezes este tipo de luta foi chamada de "Batalha da Morte". O termo foi usado somente no primeiro episódio). A luta durava 2 minutos. Os masters tentavam forçar seu oponente contra as grades da cúpula. Se bem-sucedido, o lutador conseguia somar pontos, e o espectador tinha a impressão que o master que colidiu contra as grades recebera um pequeno choque elétrico (o que nunca foi confirmado ou desmentido nas regras da luta). Quanto maior fosse a pontuação, maiores seriam as chances de vitória. Ninjas invadiam a gaiola durante a disputa, e se um deles conseguisse forçar um master contra as grades, o outro master receberia 1 ponto. A roupa dos ninjas era "tratada" para que eles mesmos não ativassem os sensores caso tocassem nas grades. Ainda, se os sensores permanecessem ativados (isto é, se um master mantivesse contato com as grades após ter sofrido o ponto), mesmo que outro master tocasse nas grades a pontuação não seria computada - isto porque os sensores ainda estariam captando o primeiro contato. No caso de um empate, os masters competiriam então numa "morte-súbita". O vencedor recebia a "Chave-Símbolo" ("Ki-Symbol") de seu oponente, o qual era adicionado ao seu "Dragon Belt".

### "Desafio dos Ninjas" & finais dos "4 Homens na Cúpula"
Em outros episódios, 6 masters participavam no que era chamado de "Desafio dos Ninjas". Uma a um, os masters deveriam competir em Zonas de Batalha diferentes contra um grupo de ninjas no tempo estabelecido de 45 segundos, e receberiam uma pontuação após o confronto. Os 4 primeiros colocados na tabela de pontuação após todos os 6 lutarem contra os ninjas, classificavam-se para as finais na Battledome numa batalha de 2 minutos livre-para-tudo e com as mesmas regras das batalhas 1 contra 1 regulares (pontuando ao forçar um inimigo contra as grades da cúpula). O vencedor desta batalha receberia 3 Chaves-Símbolo, uma para cada outro master derrotado. Ninjas não participavam desta batalha, mas a regra de "morte súbita" ainda se aplicava se 2 ou mais masters empatassem ao final do tempo (os masters de pontuação inferior eram eliminados, deixando a cúpula através da pequena portinhola lateral pela qual também saíam os ninjas).
Apenas 3 destas batalhas aconteceram na série, uma na primeira temporada e outras duas na segunda. Quando a modalidade foi criada, o Conselho pediu ao então campeão do Dragon Star, Olympus para que realizasse o primeiro "Desafio dos Ninjas". Ele fora cercado por ninjas na Arena WMAC, onde então ele procedeu num confronto de 45 segundos contra os mascarados. Uma vez que a demonstração terminou, a verdadeira competição então teve início.
Os resultados do Primeiro Desafio, incluindo as Zonas de Batalha onde os confrontos aconteceram e o ranking dos 4 classificados para a batalha dos final na Battledome, foram os seguintes (na ordem em que lutaram. Os classificados finais são listados em destaque):
- Red Dragon (Mayan Mystery): 92 pontos. Posição final: (5) Quinto lugar
- Tsunami (WMAC Arena): 101 pontos. Posição final: (3) Terceiro lugar
- Great Wolf (WMAC Arena): 126 pontos. Posição final: (1) Primeiro lugar
- Warlock (WMAC Arena): 102 pontos. Posição final: (2) Segundo lugar
- Tiger Claw (Mayan Mystery): 90 pontos. Posição final: Último lugar
- Panther (WMAC Arena): 97 points. Posição final: (4) Quarto lugar

Vencedor das Finais na Battledome: Tsunami.
Resultado Final: Great Wolf - 1, Warlock - 1, Tsunami - 4, Panther - 1.
Resultados do Segundo Desafio:
- Yin Yang Man (Mayan Mystery): 79 pontos. Posição final: (3) Terceiro lugar
- Turbo (Mayan Mystery): 77 pontos. Posição final: (4) Quarto lugar
- Great Wolf (Ghost Town): 73 pontos. Posição final: (5) Quinto lugar
- Star Warrior (Mayan Mystery): 91 pontos. Posição final: (1) Primeiro lugar
- Bam (Ghost Town): 72 pontos. Posição final: Último lugar
- Olympus (Pressure Pit): 80 pontos. Posição final: (2) Segundo lugar

Vencedor das Finais na Battledome: Turbo, pela Morte Súbita.
Resultado Final: Olympus - 2, Yin Yang Man - 3, Star Warrior - 0, Turbo - 3. (Nota: Com Turbo e Yin Yang Man empatados ao fim do tempo regulamentar, Olympus e Star Warrior receberam ordens para deixarem a cúpula, para que desta maneira os outros dois masters pudessem concluir a luta sob as regras de Morte Súbita. Turbo saiu-se vitorioso do embate.)
Resultados do Terceiro Desafio:
- Great Wolf (Ghost Town): 75 pontos. Posição final: (5) Quinto lugar
- Kid Carmichael (Doom City): 74 pontos. Posição final: Último lugar
- The Machine (Ghost Town): 92 pontos. Posição final: (1) Primeiro lugar
- Tsunami (Ghost Town): 88 pontos. Posição final: (2) Segundo lugar
- Warlock (Doom City): 86 pontos. Posição final: (4) Quarto lugar
- Tiger Claw (Dark Alley): 86 pontos. Posição final: (3) Terceiro lugar

Vencedor das Finais na Battledome: Warlock.
Resultado Final: The Machine - 2, Tsunami - 0, Tiger Claw - 2, Warlock - 3.
OBS: Great Wolf foi o único master a participar de todos os 3 Desafios dos Ninjas.

### Campeonato do Dragon Star
Uma vez que um master completava seu Dragon Belt (adquirindo 10 chaves-símbolo de seus oponentes derrotados), ele tornava-se apto para competir pelo Dragon Star. No Campeonato do Dragon Star, o campeão e o desafiante lutavam numa plataforma rotativa. Uma "Violação" era cometida toda vez que um competidor deixasse a plataforma sem cair dela (seja pisando numa das rampas de acesso ou pendurando-se nas correntes dispostas em volta da plataforma) Um ninja era convocado a entrar na luta para cada violação cometida. Para vencer, um master precisava derrubar da plataforma tanto o master oponente como todos os ninjas que uniram-se a luta por violações. Este master era então nomeado o melhor artista marcial do mundo, e tornava-se o novo (ou mantinha-se como) campeão do Dragon Star.
Nota: Na segunda temporada, após a controvérsia que envolveu um ninja (o famoso Ninja Mascarado) que nocauteou ao mesmo tempo ambos The Machine e Superstar em sua luta pelo Dragon Star na plataforma rotativa, uma nova luta pelo Dragon Star entre os dois foi marcada, e esta teria regras novas, uma vez que ninjas são ilegíveis ao Dragon Star (o ninja mascarado aparentemente não sabia disto, uma vez que ao desclassificar os masters, ele parecia realmente esperar ser coroado campeão). Esta nova luta teve lugar numa zona de batalha secreta - a arena de Sistema Rápido de Trânsito (Arena Rapid Transit System) - onde cada master recebeu um módulo de energia (os quais tinham a forma de suas chave-símbolo) e deveriam atravessar legiões de ninjas dos mais diversos tipos (além de se enfrentarem, logicamente). O objetivo principal era atravessar a estação e ser o primeiro a posicionar seu módulo de energia num compartimento que possuía a forma de um imenso Dragon Star. Esta luta, porém, não transcorreu sem complicações: terremotos atingiram a arena e danificaram as válvulas hidráulicas, as quais arrebentaram e causaram uma enchente no local (na verdade, as filmagens ocorreram nos estúdios da Universal Studios Florida, em uma atração chamada "Earthquake Ride"). Esta foi a única batalha pelo Dragon Star que seguiu neste formato. The Machine emergiu vitorioso da batalha, e foi assim coroado campeão do Dragon Star.

### Zonas de batalha
Havia várias Zonas de Batalha (Battlezones) diferentes nas quais os masters competiam. Estas zonas serviam de palco para Lutas Preliminares e para Desafios dos Ninjas. Porém, na segunda temporada, apenas 5 destas foram usadas. Estas zonas de batalha incluíam:
- Arena WMAC - Uma arena parecida com um pequeno Coliseu, circundada por arquibancadas que ficavam acima de altas paredes. Ao centro das arquibancadas (e ainda assim, isolado delas) ficava o trono onde sentava-se o Campeão Reinante do Dragon Star. Logo abaixo do trono, à altura da arena, ficava protegido dentro de uma "célula cibernética" o próprio Dragon Star. Nesta arena, diversos eventos aconteciam. Normalmente era usada para as apresentações dos masters antes de cada luta preliminar, de onde eles vinham da Academia dos Masters (WMAC Headquarters), demonstravam sua arte marcial, cumprimentavam-se e então seguiam para a Zona de Batalha onde a luta aconteceria. Acima desta arena ficava suspensa a assustadora Battledome, que descia e ativava-se nas finas da Batalha da Cúpula. Abaixo da arena havia ainda outro dispositivo, a Plataforma Rotativa - palco do Campeonato do Dragon Star. Ela erguia-se ao centro da arena até ficar ao nível do trono e arquibancadas, ainda assim deixando entre ela e estas um grande espaço, que constituía o "fosso de eliminação" da competição. Todas as apresentações dos masters e muitos Desafios dos Ninjas foram realizados aqui também.
- Ghost Town - uma cidade-fantasma tradicionalmente preparada como um cenário do velho-oeste (presumidamente uma cidade há muito tempo abandonada no estilo "faroeste"), com construções decadentes e saloons. Bolas de feno, rodas de carroça e cancelas completavam a paisagem. Trovões e relâmpagos eram também presença constante.
- Doom City - um cenário de cidade com destruição para todos os lados (carros sucateados, prédios danificados, etc.), e até mesmo algumas construções incendiadas. Holofotes também vagueavam pela área de maneira aleatória.
- Mayan Mystery - uma arena Maia com quedas d`água, vegetação e rochedos escaláveis. Incluía ainda algumas esculturas Maia entalhadas nas pedras.
- Dark Alley - uma arena que reproduzia um beco localizado em um subúrbio. Os masters enfrentavam-se diante de prédios de tijolos num cenário que trazia ainda escadas de incêndio suburbanas e latões de lixo.
- Pressure Pit - uma zona com prédios em construção, dita estar a vários metros abaixo da terra. Foi dito que a pressão subterrânea da área era tal que poderia causar sangramento no nariz e olhos dos que lá fossem. Andaimes feitos com tábuas de madeira eram constantemente quebrados quando masters e ninjas colidiam contra eles.
- Arena Rapid Transit System (usada somente no "rematch" do Dragon Star) - uma estação de metrô subterrânea. Nela, ninjas eram trazidos à luta vindos em vagões dos trens que atravessavam a arena. Originalmente, esta área era uma atração do parque da Universal Studios Florida, chamada de Earthquake Ride.
- Stone Valley - uma arena com aparência de floresta, com muitas árvores e enormes rochedos, assim como quedas d`água e lagoas.
- Nuclear Nightmare - uma arena que mostrava tubulações de uma usina e outras construções em andamento. Possivelmente foi a predecessora da mais tarde apresentada zona de batalha Pressure Pit.
- Danger Dock - um típico cais à beira do rio, com plataformas, cabanas e uma área mais aberta para a realização dos combates.

Nota: Em Zonas de Batalha com ameaças aquáticas, tais como Mayan Mystery e Danger Dock, se um master fosse arremessado ou caisse nas águas do cenário durante uma luta, ele ou ela estariam automaticamente eliminados do combate.
Notas Gerais - Alguns fatos diversificados:
- Na arena Ghost Town, Tsunami já foi desclassificado ao atingir Yin Yang Man com uma roda de carroça.
- Houve apenas uma única luta na zona de batalha Nuclear Nightmare, e ela foi a de Machine contra Panther na primeira temporada.
- Na luta entre Turbo e The Bam em Mayan Mystery, Turbo usou seu bastão ilegalmente ao estar a beira da derrota. The Bam conseguiu desarmá-lo antes que o bastão pudesse ser usado, mas ainda assim, a distração causou a vitória de Turbo. Este mais tarde desculpou-se com The Bam pelo ocorrido.
- As zonas Stone Valley, Nuclear Nightmare e Danger Dock não foram usadas na segunda temporada.
- A zona Dark Alley foi a única em que choveu durante uma das lutas, mesmo com os constantes relâmpagos em Ghost Town(onde de fato nunca caiu sequer uma gota). Uma tempestade de raios foi apresentada neste episódio, e neste momento, Great Wolf e Turbo enfrentavam-se em Dark Alley. De acordo com os oficiais do Conselho, se a tempestade ficasse forte e densa demais para se prosseguir, a luta seria cancelada ou suspensa. Porém isso nunca chegou a acontecer, pois logo que a tempestade começou, Great Wolf deu o golpe final que esgotou a barra de energia de Turbo, finalizando o combate.

### Ninjas
Havia muitos tipos de ninjas que apareceram no programa, muitos deles em zonas de batalha específicas, mesmo podendo aparecer em outros lugares como nas lutas pelo Dragon Star. De acordo com Shannon Lee, todos eles eram cadetes da Academia WMAC que um dia se tornariam Masters. Tsunami e Kid Carmichael foram ninjas da academia que graduaram-se. Os diferentes tipos de ninjas eram:
- Ghost Town - Ninjas em vestimentas pretas com uma máscara de caveira acompanhada de um curto capuz. Eles eram os residentes da zona de batalha Ghost Town. Foi vestido assim que Warlock infiltrou-se na luta pelo Dragon Star entre Machine e Superstar e os derrotou.
- Kabuki Warriors - Ninjas em vestimentas pretas com máscaras de teatro Kabuki (tradicional japonês) de ambos os lados da cabeça. São os mais vistos em Doom City, mesmo que também já tenham figurado na arena Stone Valley.
- Blood (Red Ninjas) - Ninjas em vestimentas puramente vermelhas. Quase nunca apareceram em zonas de batalha, mas o fizeram uma vez Dark Alley, e também participaram do "rematch" pelo Dragon Star na zona Rapid Transit. Eram os únicos que tinham acesso as finais na Battledome nas lutas femininas.
- Camo Ninjas - Ninjas com trajes camuflados. São os "guardiões" da área Mayan Mystery. Curiosamente, num dos primeiros episódios transmitidos pela TV Manchete, o narrador se referiu a eles como "Galan Ninjas". Tal terminologia nunca mais foi usada.
- Warriors Hazard - Ninjas com roupas negras com 2 faixas verdes e vermelhas sobre o peito, e que faziam uso de máscaras de gás. Foram introduzidos pela primeira vez na segunda temporada, como os guerreiros da zona de batalha Pressure Pit (as máscaras de gás inclusive serviam para protege-los da pressão subterrânea da arena).
- Black Ninjas - Os tradicionais ninjas com roupas completamente pretas. Havia mais 2 variações destes além do comum inteiramente negro, das quais uma era exclusiva de uma zona de batalha - os com collants emborrachados (como roupas de mergulho) e pintura negra em volta dos olhos, os quais eram exclusivos da zona Danger Dock. A outra variação trata-se do uso de mangas e uma faixa brancas por cima do traje negro. Estes eram comumente vistos na própria Arena WMAC e no Campeonato do Dragon Star. No episódio do Ninja Mascarado, eles foram referidos como guardas ninja, os quais tinham a tarefa de evitar que a plataforma rotatória fosse invadida pelos vários e revoltados ninjas da Academia, inconformados pela vitória do misterioso mascarado.
- Shakiro (Ninjas de Capuz) - Estes eram amigos de Warlock (o qual era membro do mesmo grupo) os quais não apareceram em zona de batalha alguma. Certa vez ele emboscaram o irmão de Warlock, Wizard, e lhe deram uma surra até que este foi salvo por Tiger Claw. O Shakiro também "acabou' com Panther, explicando assim sua ausência na segunda temporada (esta parte do 'storyline' foi decidida após Erik Betts, o ator que interpretava Panther, ter fraturado sua pélvis, o que impossibilitou sua participação em mais episódios). Foi revelado que os agressores de Wizard eram pertencentes ao Shakiro quando Tiger Claw puxou o capuz de um dos ninjas e revelou o símbolo do Dragão Vermelho tatuado em sua cabeça. Apenas um destes ninjas chegou a participar de uma luta oficial dos WMAC Masters, sendo esta o Campeonato do Dragon Star entre Red Dragon e Warlock. Estes ninjas possuíam trajes negros adornados com uma faixa vermelha e com capuz. O capuz cobria uma máscara vermelha que estes ninjas usavam em combinação com uma bandana negra que lhes cobria os olhos (dando-lhes um ar de "bandidos foras-da-lei").

### Competição Especial - Duplas Mistas
Em um episódio da segunda temporada, um master deveria formar um time com uma master para enfrentarem outra dupla formada do mesmo modo, caracterizando assim uma competição conhecida como Duplas Mistas. Nesta única ocasião, Superstar uniu-se à Lady Lightning para assim combaterem contra a dupla formada por Tracer e Chameleon. Superstar e Lady Lightning formavam o "Time Amarelo", enquanto que a equipe de Tracer e Chameleon foi denominada como "Time Vermelho". A luta ocorreu na zona de batalha Doom City, contando também com um grupo numeroso de Kabuki Warriors. As regras básicas eram idênticas às preliminares comuns, com a diferença de que a dupla deveria dividir uma única barra de energia, significando que eles deveriam lutar como um só. O "Time Amarelo" sagrou-se o vitorioso, e por esta vitória, receberam as chaves-símbolo de seus oponentes - Superstar recebendo a chave-símbolo de Tracer (que mostrou-se um competidor de péssima categoria), e Lady Lightning conquistado a de Chameleon.

### Histórico de Campeões do Dragon Star
Segue a lista disposta na ordem em que os masters foram detentores do prêmio máximo das artes marciais. Vale lembrar de que não foram explicados (ou mesmo mencionados) os campeões antes de Turbo e Tarântula.
Homens
- Mike Bernardo, o Turbo
- Herb Perez, o Olympus
- Ho Sung Pak, o Superstar
- Hakin Alston, o Machine
- Chris Casamassa, o Red Dragon

OBS: Yin Yang Man também foi um contentor pelo título desafiando Turbo (sendo essa a razão por Yin Yang Man estar estreando seu segundo Dragon Belt no início da série), mas Turbo o derrotou. De modo similar, Warlock qualificou-se para o Campeonato do Dragon Star desafiando o campeão Red Dragon, mas este último venceu a luta.
Mulheres
- Lynnette Love, a Tarantula
- Christine Rodrigues, a Lady Lightning
- Tiana Noguchi, a Black Widow
- Sophia Crawford, a Chameleon (isto é, se o Dragon Star não tivesse sido roubado)

OBS: Baby Doll foi a única contentora feminina a perder uma luta pelo Dragon Star sendo desafiante. Lady Lightning, que foi praticamente a força dominante da divisão feminina na primeira temporada, defendeu com sucesso seu título contra Baby Doll. Mas foi revelado na segunda temporada (apesar desta luta nunca ter sido filmada) de que Lady Lightning foi derrotada por Black Widow. Black Widow, por sua vez, foi a única campeã que abdicou do Dragon Star sem luta, o que fez com que 3 masters fossem nomeadas automaticamente elegíveis à competirem pelo Dragon Star - Lady Lightning, Princess, e Chameleon. Isto gerou inclusive o único Triplo Campeonato do Dragon Star.

## Chaves-Símbolo (Ki-Symbol)
Cada WMAC Master tem uma Chave-Símbolo (Ki-Symbol no original em inglês. No Brasil, a dublagem também dizia "símbolo-chave", numa forma invertida). Ela é um refexo da alma do combatente. Por exemplo, o símbolo-chave de Herb Perez é Olympus porque ele conquistou a medalha de ouro de Tae Kwon Do nas Olimpíadas de Verão de 1992. Em muito o símbolo-chave faz referência à máscara para o Luchador (wrestlers mexicanos, os famosos mascarados da Lucha-Libre, como Rey Misterio na americana WWE) por causa da simbolização do coração e alma de uma pessoa. Além de Olympus, outros exemplos citam:
Red Dragon: O pai de Chris Casamassa é o fundador do Red Dragon Karate.
The Machine: Hakin Alston aprendeu a controlar sua fúria e descontrole através de muita meditação. Ele considera-se agora uma "máquina" que controla perfeitamente suas emoções.
Great Wolf: Na vida real, Jamie Webster numa tradução para nativo-americano significa "Great Wolf" (Grande Lobo).
Bam (ou The Bam): O apelido de Willie Johnson era de fato "Bam".
Superstar e Star Warrior: Os nomes de Ho Sung e Ho Young Pak, em coreano (a língua nativa dos irmãos), significam respectivamente "Superstar" e "Star Warrior" (Grande Estrela e Estrela Guerreira).
Yin Yang Man: Provêm do hobby de Richard Branden, que era desenhar variações do símbolo milenar do "yin-yang".
Striking Eagle: O nome de Taimak, em asteca, significa "Striking Eagle" (Águia Atacando).
Baby Doll: O pai de Bridgett Riley, um dublê de filmes de ação, lhe deu este apelido quando ela era pequena.
Mouse: Quando criança, Michele Krasnoo era conhecida pelos seus altos e estridentes "kiais" (nomeação da vocalização de uma pessoa quando desfere um golpe em artes marciais).
Chameleon: Sophia Crawford tem uma verdadeira adoração por esta espécie de réptil. Tem até mesmo uma iguana de nome "Baby" que a acompanha nas lutas.
Nota: Apesar de não haver uma explicação do porquê Larry Lam e Mike Chaturantabut usarem os nomes de Warlock e Wizard respectivamente, um fato interessante pode ser constatado. "Warlocks" são feiticeiros, em RPG sendo normalmente malvados ou soturnos. "Wizards" são magos mais bem-vistos neste mesmo cenário, sendo mais reconhecidos como heróis. Talvez seja uma pseudo-citação ao fato de Warlock ser o irmão "mal" (por ser membro do Shakiro) e Wizard ser o irmão "bom", que tenta impedir sua contra-parte.

## Elenco da série
Muitos dos WMAC Masters, incluindo Richard Branden, Erik Betts, Hien Nguyen, Sophia Crawford, Yuji Noguchi, Mer-Mer Chen e Bridgett Riley, são ou foram dublês nos seriados dos Power Rangers. De fato um deles, Mike Chaturantabut (também conhecido como Mike "Chat"), acabou tornando-se um Power Ranger, o Ranger Azul em Power Rangers Lightspeed Rescue. Noguchi foi um dos principais coordenadores de dublês desta série, até a marca ser vendida à Disney. Outros Masters estão ligados à filmes como Mortal Kombat, Batman & Robin, Shootfighter e dos live-action das Tartarugas Ninja. Hakim Alston (The Machine) fez algumas participações na série The New Adventures of Robin Hood, no papel de Kemal, o Guerreiro Nômade. Sophia Crawford (Chameleon) também fez lá uma ponta.
(OBS: Com a única exceção de Michael M. Foley, que interpretou "Tracy Swedom", todos os atores nesta lista interpretaram a si mesmos, com suas chaves-símbolo sendo um elemento criado para o programa.)
Divisão Masculina
- Hakim Alston - The Machine
- Michael Bernardo - Turbo
- Erik Betts - Panther (primeira temporada apenas)
- Richard Branden - Yin Yang Man
- Chris Casamassa - Red Dragon
- Mike Chaturantabut - Wizard (segunda temporada apenas)
- Willie Johnson - Bam (mais referido como "The Bam")
- Larry Lam - Warlock
- Hien Nguyen - Tsunami
- Akihiro 'Yuji' Noguchi - Cyclone (segunda temporada apenas)
- Ho Sung Pak - Superstar
- Ho Young Pak - Star Warrior
- Herb Perez - Olympus
- Carmichael Simon - Kid Carmichael
- Johnny Lee Smith - Tiger Claw
- Michael M. Foley (Tracy Swedom) - Tracer (segunda temporada apenas)
- Jamie Webster - Great Wolf

Divisão Feminina
- Mer-Mer Chen - Princess
- Sophia Crawford - Chameleon (segunda temporada apenas)
- Bridgett Riley - Baby Doll (primeira temporada, com apenas uma participação na segunda)
- Christine Bannon Rodrigues - Lady Lightning (apresentada apenas como Christine Rodrigues)

Participações em apenas 1 Episódio
- Michele Krasnoo - Mouse (apenas uma luta contra Baby Doll na primeira temporada)
- Tiana Noguchi - Black Widow (segunda temporada - nenhuma luta)
- Lynnette Love - Tarantula (primeira temporada - apenas um flash da luta contra Lady Lightning)
- Taimak - Striking Eagle (segunda temporada - rápida luta contra Superstar)
- Marco Johnson - Pequeno Bam (fez o "Rito de Passagem" com seu pai, The Bam)

Personagens Jamais Utilizados
- Clayton Barber - Hollywood (Barber ainda assim participou da série várias vezes como um dos muitos ninjas)
- Pedro Xavier - Axeman

Dublês / Ninjas / Kabuki Warriors / Shadow Warriors / etc.
Shah Alston, Clayton Barber, Percy Brown, Sho Brown, Willie Johnson, Dave Kramer, James Sang Lee, Christopher Leps, John Medlen, David Morizot, Phi-Long Nguyen, Rich Purnell, Christophe B. Tortora, Ryan Watson, Alex Wen, Lee Whittaker, Tyrone Wiggins.

### Disciplinas nas artes marciais
A arte marcial que cada master representava no torneio. Todos são altamente graduados em suas respectivas categorias e estilos.
Kickboxing
- The Machine (o estilo de Hakim usa também o Tae Kwon Do)
- Baby Doll

Shorin-Ryu
- Turbo
- Tiger Claw

Tae Kwon Do
- Olympus
- Tarantula
- Reign
- Hollywood
- Axeman

Kung Fu
- Tsunami
- Superstar
- Star Warrior (Ho Young também utiliza muito o Wushu)
- Warlock
- Wizard
- Chameleon

Wushu
- Panther
- Yin Yang Man
- Bam
- Kid Carmichael
- Princess

Karatê
- Red Dragon
- Cyclone
- Great Wolf
- Mouse

Variados
- Striking Eagle - Goju-ryu
- Black Widow - Hapkido
- Lady Lightning - Kenpo
- Tracer - Secreta: declarado mestre em todas as disciplinas marciais (na verdade, Michael Foley, o ator que o interpreta, pertence à disciplina Koden Kan)

### Movimentos-Assinaturas
Na ficha técnica apresentada antes de cada luta preliminar, o movimento-assinatura (signature move) do master figurava no canto inferior esquerdo da tela. Alguns são movimentos simples, outros são mais elaborados (como o "Chute-Arco-Íris" de Tsunami ou o "Redemoinho" de Great Wolf). Segue a lista:
- Hakim Alston, o " Machine" ~ Switching Charge Axe-Kick
- Mike Bernardo, o "Turbo" ~ Double-Spin-and-Strike
- Erik Betts, o "Panther" ~ Double Side-Kick
- Richard Branden, o "Yin Yang Man" ~ Butterfly Kick
- Chris Casamassa, o "Red Dragon" ~ Spinning Hook Front-Kick
- Mike Chaturantabut, o "Wizard" ~ Shaolin Fury
- Mer-Mer Chen, a "Princess" ~ Jumping Outside-Kick
- Willie Johnson, o "Bam" ~ Bam-Slam
- Michele Krasnoo, a "Mouse" ~ Hawkeye Kick
- Larry Lam, o "Warlock" ~ Spinning Side-Kick
- Hien Nguyen, o "Tsunami" ~ Rainbow Kick
- Yuji Noguchi, o "Cyclone" ~ Cyclone Kick
- Ho Sung Pak, o "Superstar" ~ Pumping Side-Kick
- Ho Young Pak, o "Star Warrior" ~ Double Tornado
- Herb Perez, o "Olympus" ~ Spinning Back Hook Kick
- Bridgett Riley, a "Baby Doll" ~ Slingshot Kick
- Christine Rodrigues, a "Lady Lightning" ~ Classic Axe-Kick
- Carmichael Simon, o "Kid Carmichael" ~ 540-Degree Kick
- Johnny Lee Smith, o "Tiger Claw" ~ Roundhouse-Hook Kick
- Jamie Webster, o "Great Wolf" ~ Windmill

Nota: Obviamente são conhecidos apenas os movimentos dos masters que tiveram sua ficha mostrada ao menos uma vez na série. Tracer, apesar de ter apresentado-se e lutado, não teve sua ficha divulgada no programa.

## Sinopse da Primeira Temporada
A primeira temporada abordou histórias pessoais entre ou sobre os WMAC Masters. No primeiro episódio, nós conhecemos os prórios masters, e Hakim Alston nos diz a origem de seu nome de guerra, "The Machine". A medida que o seriado avançava, o espectador conhecia melhor sobre os altos e baixos de cada master, da rivalidade nascida entre os melhores amigos Johnny Lee Smith (Tiger Claw) e Jamie Webster (Great Wolf) devido a uma promessa quebrada. Também mostrou Ho Sung Pak (Super Star) rendendo-se à seu irmão Ho Young Pak (Star Warrior), e ainda falou sobre a cegueira no olho direito de Richard Branden e quando ele começou a usar um tapa-olho (após o incidente na luta com Tsunami. Inclusive neste episódio, vemos um Yin Yang Man de cabelos bem curtos, o que foi na verdade um erro de produção, uma vez que mais tarde na série foram mostrados flashs da luta de Richard contra Turbo pelo Dragon Star em que foi derrotado, mas já apresentando o visual dos cabelos mais compridos e tapa-olho - e tal evento teria ocorrido antes mesmo do primeiro episódio). Sobre Hien Nguyen (Tsunami), vimos ele superar todas as dificuldades e obstáculos para vencer a primeira batalha dos 4 homens na cúpula e estrear seu antes vazio Dragon Belt com 3 chaves-símbolo (ganhando também uma aposta que tinha feito com Superstar). Tsunami em outro episódio, prega a crença de que "um homem pode sonhar" ao interessar-se romanticamente por Shannon Lee (neste mesmo episódio, também vemos uma pequena história romântica contada por Red Dragon). Pelos idos da metade da temporada, Superstar completou seu Dragon Belt e conseguiu a chance de desafiar Olympus em uma luta pelo Dragon Star que acabou se tornando um campeonato duplo, uma vez que Lady Lightning no mesmo dia também defenderia seu título contra Baby Doll, que como Superstar se classificara para o Campeonato do Dragon Star. Superstar sagrou-se o novo campeão neste evento. Porém o clímax aconteceu ao final da temporada, quando Machine enfrentou o então campeão Superstar pelo Dragon Star. Durante a luta, um ninja nocauteou ambos os masters para fora da plataforma ao mesmo tempo. A conclusão desta luta seria o início da segunda temporada.
Lista de Episódios (Temporada 1)
- 1.1: Meet the Masters (Conheça os Masters)

- 1.2: Brothers in Arms (Irmãos na Guerra)

- 1.3: Going for Gold (Indo para o Prêmio)

- 1.4: Broken Promise (Promessa Rompida)

- 1.5: A Man Can Dream (Um Homem Pode Sonhar)

- 1.6: Ninja Challenge (Desafio dos Ninjas)

- 1.7: Quest for the Dragon Star (Busca pelo Dragon Star)

- 1.8: The Joke's on You (A Piada em Você)

- 1.9: Double Dragon Star Match (Luta Dupla pelo Dragon Star)

- 1.10: Blindsided (Ponto Cego)

- 1.11: Icebreaker (Quebra-Gelo)

- 1.12: Reaching the Top (Alcançando o Topo)

- 1.13: Showdown: Part 1 (Desafio Final: Parte 1)

## Sinopse da Segunda Temporada
Esta nova temporada já começa de onde a primeira terminou. Devido ao fato de ambos Machine e Superstar terem sido nocauteados ao mesmo tempo da plataforma rotativa, o Conselho decidira que não houvera vencedor. Isto tornou-se um problema para o Conselho Mundial de Artes Marciais. Para piorarem as coisas, Larry Lam (Warlock) revelou-se (apenas para a audiência, não para seus colegas masters) ser membro da organização Shakiro e formou uma aliança com o outro enviado do Shakiro à WMAC - Tracy Swedom (Tracer). Shakiro era um grupo secreto de artes marciais que não seguia pelo código de honra de Dragon Star. Por causa disto, o Conselho os baniu permanentemente da WMAC, portanto eles planejavam roubar o Dragon Star para vingarem-se. Durante a investigação conduzida pelos próprios masters, alguns dentre eles foram acusados de serem o ninja mascarado que arruinou a luta do Dragon Star e tentou tirar proveito próprio dela. Dentre os acusados figuravam o irmão de Ho Sung Pak, Ho Young Pak (Star Warrior), e o antigo campeão do Dragon Star Mike Bernardo (Turbo). Rumores estenderam-se até a The Bam e suspeitas leves foram erguidas também sobre Red Dragon - porém todos estes masters foram inocentados no final. Outro master recém-chegado à Academia, Mike Chaturantabut (Wizard), foi descoberto como tendo a tatuagem do Dragão Vermelho do Shakiro no braço (ainda que bem apagada), mas ele garantiu que fizera parte do grupo no passado e abandonou-os assim que deu-se conta de seus métodos criminosos. Contudo Warlock, que revelou-se como o meio-irmão de Wizard, fingia aos outros ser honrado e seguir o código do Dragon Star quanto na verdade tramava sua ruína em nome do Shakiro. Vendo que Wizard aproximara-se do Conselho e temendo que ele pudesse desmascará-lo, Warlock espalhou rumores de seu irmão como sendo ele o membro do Shakiro, e que seria ele quem traria perigo ao WMAC.
O campeão do Dragon Star Chris Casamassa (Red Dragon) enfrentou então Warlock, que acabara de completar seu Dragon Belt vencendo a terceira edição da Cúpula dos 4 Homens, pelo Campeonato do Dragon Star. Durante a luta na plataforma, um estranho ninja encapuzado juntou-se à luta após uma violação. Na verdade, ele era um membro do Shakiro que havia vindo ajudar Warlock a vencer Red Dragon. Mesmo com o time de 2 contra 1, Red Dragon foi capaz de vencer a luta e reter o título. Mais tarde, Jamie Webster (Great Wolf) começaria a ter premonições sobre o Dragon Star desaparecer ou ser falso na verdade, e o papel que o Shakiro teria nesta história.
Do lado das mulheres, Sophia Crawford (Chameleon) derrotou ambas Mer-Mer Chen (Princess) e Christine Rodrigues (Lady Lightning) para conquistar o Dragon Star (isso após a abdicação de Black Widow ao título). Quando o Dragon Star emergiu do interior da plataforma, foi revelado de que não mais era ele que lá estava, e sim um símbolo de Dragão Vermelho - o símbolo do Shakiro. Chameleon gritou horrorizada, validando naquele momento as visões negras de Great Wolf. Wizard, juntamente com Olympus, Machine, Tiger Claw e Superstar, descobriram que Tracer e Warlock estavam por trás do roubo, mas também suspeitavam de um terceiro membro neste grupo. Originalmente eles indagaram se não seria Chameleon, mas ficou esclarecido de que ela era inocente, não só por sua péssima reação ao ver o símbolo do Shakiro na plataforma, mas também por um fato anteriormente observado por Superstar - Tracer havia uma vez oferecido a ela um "lugar no time", ao quê ela rejeitara. Os membros do Shakiro, Tracer e Warlock, estavam definitivamente envolvidos no roubo do Dragon Star, mas, fato desconhecido para todos (menos para os espectadores que viram a cena), Hien Nguyen (Tsunami) trouxera Dragon Star aos telhados da arena onde Warlock e Tracer aguardavam o helicóptero que os tiraria dali - seria então Tsunami o terceiro membro afinal! Porém as visões de Great Wolf mostravam Tsunami como um herói que recuperaria o Dragon Star para o WMAC.
Mas isso nunca chegou a ser provado. Com o cancelamento da série após o término da segunda temporada, as verdadeiras intenções de Tsunami na trama não foram explicadas.
Lista de Episódios (Temporada 2)
- 2.1: Showdown: Part 2 (Desafio Final: Parte 2)

- 2.2: Dragon Star Rematch (Segunda Luta pelo Dragon Star)

- 2.3: Ladies' Night (Noite das Damas)

- 2.4: Fired Up (Energizado)

- 2.5: Wizard and Warlock (Mago e Feiticeiro)

- 2.6: Battle of the Brothers (Batalha de Irmãos)

- 2.7: Bad Blood (Sangue Ruim)

- 2.8: Super Challenge III (Super Desafio III)

- 2.9: Mixed Doubles (Duplas Mistas)

- 2.10: Name of the Game (O Nome do Jogo)

- 2.11: Vision of Evil: Part 1 (Visões do Mal: Parte 1)

- 2.12: Vision of Evil: Part 2 (Visões do Mal: Parte 2)

- 2.13: The Turning Points of the Masters (Os Pontos de Mudança dos Masters)

## Cancelamento
Devido a baixa audiência americana e a baixa vendagem das figuras de ação dos personagens, WMAC Masters foi cancelado após 2 temporadas. O destino do Dragon Star permanece no ar.
Ainda assim, um último episódio foi colocado no ar em 1997 nos Estados Unidos, o qual foi chamado "Os Pontos de Mudança dos Masters" (The Turning Points of the Masters). Nele, foram compiladas as histórias de Machine, Yin Yang Man, Superstar e Olympus as quais já haviam sido contadas em episódios separados da primeira temporada. O que fizeram foi ordená-las sem pausas (como na narrativa original) e gravar uma pequena introdução extra com Hakin Alston.
No Brasil, a série foi repetida à exaustão pela TV Manchete, que a colocava e tirava da grade de programação constantemente e em vários horários diferentes. A série WMAC Masters mantêm até hoje um séquito fiel de fãs, que ocasionalmente escrevem seus fanfics sobre como a saga terminaria e os publicam em sites e blogs pela web afora.

## Versão Dublada da Rede Manchete
A versão que foi dublada pela Gota Mágica e transmitida pela Rede Manchete sofreu algumas alterações, mas nenhuma tão significativa como a mudança do nome da organização criminosa de artes marciais "Shakiro", que no original americano chamava-se "Jukido". Talvez vissem o nome original como não tão impactante, e então fizeram a alteração para uma sonoridade melhor.
O original "Ki-Symbol" foi traduzido tanto para "Símbolo-Chave" como também era usada uma forma invertida, a "Chave-Símbolo". A batalha final na Battledome chegou a ser chamada (somente no primeiro episódio entretanto), de "A Batalha da Morte", para depois ficar conhecida como "Finais na Battledome". A batalha "4-Man Battledome" no primeiro episódio em que é mencionada por Shannon Lee, foi chamada de "Batalha Cada-um-por-sí" e posteriormente referida como "Cúpula dos 4 Homens". Todos os nomes americanos dos personagens foram mantidos (como Machine, Great Wolf, Red Dragon, etc.), porém um foi sempre mencionado em português: o de Sophia Crawford, a Chameleon (aqui referido como Camaleão, novamente devido a pronúncia). Aliás, esse foi um ponto louvável da equipe de dublagem, que manteve quase todos os nomes e termos originais intactos (nos poupando de embaraços, como "Cinturão do Dragão" ou "Estrela do Dragão", sem contar com os impagáveis "O Máquina", "Estrela Guerreira", "Camundonga", "Garota Raio", etc.)
Por fim, algumas Zonas de Batalha (Battle Zones) tiveram seus nomes pronunciados inicialmente em português (como a Cidade-Fantasma e a Cova de Pressão), mas isto não perdurou e posteriormente os nomes originais em inglês das arenas foram usados em definitivo.

## O Código do Dragon Star
O Dragon Star representava os maiores artistas marciais do mundo. Os 8 Pontos do Dragon Star representavam as 8 lições que um artista marcial honrado deveria seguir em sua vida. Estes pontos eram: Respeito, Sabedoria, Honra, Lealdade, Perdão, Compaixão, Coragem e Disciplina.
Na segunda temporada, os membros do Shakiro foram banidos do WMAC por não seguirem o Código do Dragon Star, mas alguns destes conseguiram infiltrarem-se na competição sob disfarce. No último episódio da segunda temporada, Hien Nguyen (Tsunami) roubou o Dragon Star e o levou para os telhados dos estúdios onde Michael Foley (Tracy "Tracer" Swedom) e Larry Lam (Warlock) esperavam pelo helicóptero de fuga. O WMAC suspendeu então todas as competições até que o Dragon Star pudesse ser recuperado.